# Apple Lisa
Apple Lisa ime je za osobno računalo koje je proizvodila američka tvrtka Apple Computer tijekom ranih 1980-ih. Projekt Lisa započeo je 1978. godine, i preobrazio je u projekt dizajniranja moćnog osobnog računala s grafičkim korisničkim sučeljem određeno za poslovno tržište. Steve Jobs je bio izbačen s projekta 1982., i prešao je na projekt Macintosh koji nije bio nasljednih projekta Lisa iako postoje mnoge sličnosti između oba sustava posebno u završnim inačicama. Lisa 2/10 je prodavana pod imenom Macintosh XL.
Arhitektura Lise bila je mnogo naprednija od Macintosha iz istog vremena: proizvodni primjerci su se isporučivali s tvrdim diskom, boljom grafikom, i podrškom do 2 Mb RAM-a, zaštitom glavne memorije, te zaštitom protiv korupcije podataka na tvrdom disku, brojevnu tipkovnicu. Operacijski sustav podržavao je kooperatvni multitasking, ugrađeni čuvar zaslona, nefizičko ime za datoteke (mogućnost držanja datoteka s istim imenom). Neke od osobina Lise kao zaštićena memorija tek su se uvela s operacijskim sustavom Mac OS X.